# Вислобоки
Висло́боки — село в Україні, у Львівському районі Львівської області. Населення станом на 2016 рік становило 390 осіб. Орган місцевого самоврядування — Жовтанецька сільська рада.

## Географія
Село Вислобоки розташоване на давньому торговельному шляху Львів – Луцьк.
Більшість сільських вулиць простягається у напрямку з півночі на південь, загалом, територія села має лінійно-схилове розташування. Сьогодні площа населеного пункту інтенсивно зростає за рахунок нових забудов у північно-західній та східній околицях населеного пункту.
За фізико-географічним районуванням територія села належить до Пасмового Побужжя, що є складовою частиною фізико-географічної області Малого Полісся.
Пасмове Побужжя — це унікальний природний регіон лесового лісостепового типу зі значною часткою комплексів поліського типу (боліт і лук), які займають понад 30 % загальної площі району. Назва Пасмове Побужжя означає, що район простягається з північного заходу на південний схід у вигляді шести довгих валів-пасом. Західною межею пасом є Розточчя. Вчені вирізняють шість пасом, назва яких походить від назв населених пунктів, що чітко простягаються вздовж них, а саме: Смереківське, Куликівське, Грядецьке, Малехівське, Винниківське та Дмитровецьке. Власне село Вислобоки розташоване на Куликівському пасмі, а саме — у південній його частині.
Переважаючі висоти в околицях села — 240–275 м над рівнем моря. Найвища точка розташована на північний схід від села (неподалік від лісу у напрямку до Ременова) і має висоту, що ледь перевищує ніж 280 м; найнижча — на крайньому південному сході, у міжпасмовій долині (меліоративні канали на шляху до Запитова) з висотою 238 м. Перепад висот становить 45 м.

## Топоніміка
Достеменно не відомо походження назви населеного пункту Вислобоки. Побутувала думка, що назва походить від колишнього власника села пана Зигмунда Вислобідського. Але пан Зигмунд Вислобідський жив у період з 14.12.1837 до 11.02.1900 рр., а місцеву церкву Непорочного зачаття Святої Богородиці побудували 1763 року, і вже тоді село було заселене та мало 12 дворів. Перші священнослужителі села ієрей Георгій, ієреї Михаїл та Стефан, які служили у селі до 1785 року, підписувалися як вікарії Вислобіцькі. Отож назва села Вислобоки давніша за час панування Зигмунда Вислобідського.
Цікавими є мікротопоніми села. У селі поширеними є такі топонімічні назви: В кінци, За селом, За гостинцем, Журавинка, На болоті, На парциляції, Заливок, Денекова гора, На Рові, Під Лісом, На Окописку, На Горбі, На Обидрі, На Вербці та інші. Здебільшого топонімічні назви мають орієнтаційне значення (за селом, на горбі тощо). Цікавими є назви Журавинка, Заливок і На Обидрі. Зокрема, назва Журавинка вказує, що колись тут було багато журавлів. Назва Заливок, імовірно, означає, що в давнину потік, що витікає зі ставка, був повноводнішим і розливався під час сильних злив чи весняного водопілля. Назва На Обидрі вказує на територію, що розташована на шляху Вислобоки — Підліски (ще донедавна на полі, зліва перед Підлісками, стояла одиноко хата — остання, що залишилася від хутора Обидра). Власне, колись там був хутір, який мав назву Обидра. Назва На Вербці стосується земельних ділянок поблизу межі з Ременовом, на неї можна натрапити на старих польських топокартах 1931 року.
На топографічних картах 1854 р. і 1898 р. вказані топонімічні назви, на яких були розташовані колишні уділи земельних угідь (моргів поля) селян. Наприклад: Від дороги Сулимівської, Попеловичі (неподалік лісу у напрямі до Ременова), На Задвір'ї, Луки болотні, Хащі (по дорозі до Запитова).
Деякі топонімічні назви оповиті місцевими легендами та історіями. Наприклад, назва На болоті оповита легендою, що в напрямі через болотисту місцевість до Запитова людину може вчепити «блуд». Особа, котра добре знає шлях, може раптово збитися з дороги і втратити орієнтацію у навколишньому просторі. Дехто дорогою через канали раптово змінював напрям руху і виходив у зовсім іншому місці, наприклад, десь поблизу Ременова чи Підлісок. Ймовірно, така ситуація пов'язана з поганою видимістю у напрямі з Запитів — Вислобоки. Поблизу каналів висота поверхні є значно нижчою, ніж у селі. Потрібно піднятися схилом на пагорб (пасовище), щоб добре зорієнтуватися у напрямі руху. В наш час втратити орієнтування важко, адже у напрямі з Запитова облаштовані польові дороги вздовж меліоративних каналів. В давнину там були суцільні болота і це лякало місцевих жителів.

## Населення
Перші відомості про кількість жителів у селі пов'язані з будовою храму Непорочного зачаття Пресвятої Богородиці. Як вказано у джерелах, на час будівництва храму у селі було всього 12 дворів. Вже 1880 року у селі було 40 будинків і 247 мешканців, а 1921 року проживало 336 осіб, 1943 р. — 368 осіб. Приємно, що кількість жителів села, хоч і повільно, проте зростає, і вже станом на 2012 рік у селі мешкає 390 осіб.
Щодо національного складу, то 1880 року 222 особи ідентифікували себе як українці, 25 — як поляки. Вже 1921 року у селі проживало 285 українців, 21 поляк і 10 євреїв. Крім цього, у панському дворі проживало 10 українців і 10 поляків. Попри те, що у різні періоди у селі проживали і поляки, і євреї, більшість жителів села завжди вважала себе українцями, була національно свідомою впродовж усього історичного періоду існування села.
Поселення у селі 1854 року концентрувалося навколо потоку Вислобіцький (таку назву потік мав на кадастрових планах того періоду). Тобто всі житлові двори були лінійно розміщені з півночі на південь. Від початку існування села найпоширенішими прізвищами були: Шерстило, Гораль, Прешляк, Рубель, Лесюк, Куліш. Найбільша кількість власників дворів у селі мала прізвище Шерстило, що дає підстави стверджувати: цей рід є найдавнішим і бере свій початок від заснування села. Крім вищезгаданих прізвищ, 1854 року у селі проживали роди: Пасічник, Куць, Дацко, Плекан, Маліцкий, Дмитрів, Бахур, Нестор. Як бачимо, багато прізвищ збереглося й сьогодні, проте з певною граматичною трансформацією. Зокрема, прізвище Прешляк стало Пришляк, Гораль — Гураль, Куць — Куц, а Чирковський — Чайковський. Також збереглися місцеві прізвиська, що мають походження з прародів.  Наприклад, у селі мешканців кличуть Шерстилові, Гуралеві, Пасічникові, тобто ці прізвиська є нащадками однойменних прізвищ.
Крім житлових дворів місцевих жителів, у селі також були панський маєток, ґміна і корчма. Панський маєток розкинувся на рельєфному підвищенні, у Вислобоках цю місцевість називають Денекова гора. Панський двір мав велику площу і складався з двох частин. Житлова частина була розташована у приміщенні, котре мешканці села у XX ст. використовували як сільський клуб. Прізвище пана, що мешкав у селі 1854 року було Вислобоцький, звали його Ієронім.

### Мова
Розподіл населення за рідною мовою за даними перепису 2001 року:
| Мова       | Кількість | Відсоток |
| ---------- | --------- | -------- |
| українська | 390       | 100%     |

## Місцевий говір
Мова спілкування у селі є говіркою, що за географічним розташуванням зберігає риси південно-західного наріччя, наддністрянської та частково волинської говірок. Говірка у селі тотожна з говіркою сусідніх сіл, зокрема Запитова, Ременова, Жовтанець, Сулимова тощо.
Характерними рисами місцевої говірки є пониження ненаголошеного звуку [е] до [и], наприклад: [бири́] (бери); [визи́] (вези); [мин'í] (мені)  і т. д.  Для дієслів характерною є зміна закінчень, наприклад: у третій особі однини теперішнього часу замість закінчення [с'а] місцеві жителі вживають [с'і], тобто замість «миється» — [ми́йис'і]», замість «крутиться» — [кру́тис'і], а ще [пиче́с'і], [смійе́с'і], [ба́вис'і] і т. д. Також, часто приставка [с'і] стоїть на початку дієслова, наприклад: [то с'і зро́би в понид'íлок]; [мин'í с'і не хо́чи] і т. д. У побуті також часто вживають іншомовних слів та діалектизмів, багато з яких вже потроху йде в забуття. Наводимо таблицю найуживаніших діалектизмів, що вже потроху зникають з обігу в побутовому мовленні:
| Діалектизм | Тлумачення                                   |
| ---------- | -------------------------------------------- |
| Алярм      | Сигнал, нагально                             |
| Андрут     | Вафельне печиво, або коржі                   |
| Бальон     | М'яч                                         |
| Баняк      | Каструля                                     |
| Банти      | Курятник                                     |
| Батяр      | Хуліган                                      |
| Белюга     | Рядно                                        |
| Бздура     | Нісенітниця                                  |
| Бігме      | Присягаюся                                   |
| Брама      | Ворота                                       |
| Бусько     | Лелека                                       |
| Бурки      | Валянки                                      |
| Вар'ят     | Особа несповна розуму                        |
| Вельон     | Фата молодої                                 |
| Горнє      | Горнятко                                     |
| Гара       | Самогон                                      |
| Гарапати   | Працювати                                    |
| Гримати    | Стукати                                      |
| Гонор      | Честь                                        |
| Ґудз       | Вузол                                        |
| Драглі     | Холодець                                     |
| Заліско    | Праска                                       |
| Камізелька | Безрукавка                                   |
| Канапа     | Диван                                        |
| Калабаня   | Калюжа                                       |
| Крижі      | Нижня частина спини                          |
| Крухи      | Солодке пісочне печиво                       |
| Лєгуміна   | Щось смачненьке                              |
| Мацьок     | Шлунок; так ще називали теплу вовняну хустку |
| Наливайки  | Оладки                                       |
| Обцас      | Каблук                                       |
| Пательня   | Сковорідка                                   |
| Пащека     | Рот                                          |
| Пащекувати | Грубо розмовляти                             |
| Пляц       | Місце                                        |
| Публіка    | Особа поганої поведінки                      |
| Пуделко    | Коробка                                      |
| Пулярис    | Гаманець                                     |
| Путня      | Відро                                        |
| Пуцувати   | Чистити                                      |
| Рамено     | Плече                                        |
| Сікти      | Сапати город                                 |
| Склеп      | Магазин                                      |
| Склєнка    | Склянка                                      |
| Слічний    | Симпатичний                                  |
| Сподні     | Штани                                        |
| Стрих      | Горище                                       |
| Цвиклі     | Червоний буряк                               |
| Цвібак     | Бісквіт                                      |
| Шлябан     | Лавка з спинкою                              |

## Освіта
Перші спогади про школу у Вислобоках здайдено у праці отця Йосипа Іванця, який пише:
«Школа у Вислобоках була дуже лиха стара маленька і стояла при дорозі на болоті. Пляцу громада не мала відповідного під школу а втім і не рада була дати якийсь пляц. В р. 1901 виберав ся до Росиї Гнат Плєкан тож продавав свої поля і пляц мешкальний з будинками. Пляц сей надавав ся дуже на школу».
Отець Йосиф Іванець потай від громади купив ділянку за 350 ринських  і на її місці було збудовано теперішню школу і відкрито читальню «Просвіта». У праці отця Костя Панаса «На переломі» подано відомості про пам'ятну дошку, на котрій викарбувано всіх, хто навчав грамоти і давав знання в молодшій школі у Вислобоках. Подаємо копію цієї таблиці.
| Вчителі                                                  | Роки праці    |
| -------------------------------------------------------- | ------------- |
| Вчителями у першій школі, що мала назву «Дяківка», були: |               |
| Зейс, Щурат, Мазуркевич                                  | 1850–1873 рр. |
| Початкова школа:                                         |               |
| І. Коваль                                                | 1873–1880     |
| М. Мош                                                   | 1880–1884     |
| М. Лободич                                               | 1884–1885     |
| М. Зелений                                               | 1885–1906     |
| Св. Й. Іванець                                           | 1885–1914     |
| А. Зелений                                               | 1906–1918     |
| І. Боберська                                             | 1918–1920     |
| Л. Гелемеївка                                            | 1920–1929     |
| М. Олеачек                                               | 1929–1933     |
| Й. Пйотрчак                                              | 1933–1936     |
| І. Прудиус                                               | 1936–1939     |
| С. Войтович                                              | 1939–1940     |
| О. Бень                                                  | 1940–1942     |
| Й. Лисак                                                 | 1942–1958     |
| Г. Циган                                                 | 1945–1948     |
| Т. Мельник                                               | 1957–1971     |
| І. Мельник                                               |               |

Шерстило Ольга і Шерстило Олена згадують, що за Польщі їх вчив пан (вчителя тоді кликали паном). Викладали лише польською мовою, а навчання тривало чотири роки, або «чотири кляси». Польський вчитель (його прізвище було Прудиус) з огидою ставився до сільських дітей, боявся брати їх за руку і завжди на клямку дверей клав папір, коли хотів відкрити чи закрити двері. Діти з нього кепкували і давали різні прізвиська.
У повоєнні роки у школі вчителював пан Лисак. Він навчав українською мовою, але його дружина була полькою, отож невдовзі вони залишили село та переїхали до Польщі. Тривалий час шкільне життя було під опікою Мельник Тетяни Іванівни та Мельник Івана Йосиповича. Вони навчили грамоти не одне покоління села Вислобоки, працювали у школі з повоєнного часу аж до 1978 року. Тетяна Іванівна здобула фах педагога зразу після закінчення школи, а перший фах Івана Йосиповича був пов'язаний з пошиттям одягу. Батьки Івана Йосиповича були вивезені у Сибір, він чудом врятувався від заслання і самостійно здобував освіту і фах. Після закінчення педагогічного училища у Львові він разом з дружиною почав вчителювати спочатку у селі Пікуловичі (там народилася їхня старша донька Надія), потім — у селі Сивороги, Малий Полюхів, а вже далі у селі Ременів та Вислобоки.
Тривалий час у селі школа була закритою. У шкільному приміщенні розмістили цех з пошиття брезенту, дощовиків, целофанових пакетів та сумок. Покоління 60-х — 70-х років народження відвідувало школу у Ременові. Діти від першого класу щодня їздили громадським або шкільним транспортом у село Ременів.
З отриманням нашою державою незалежності молодшу школу знову відновили, і діти сьогодні мають змогу до четвертого класу навчатися у рідному селі. На жаль, школа перебуває у вкрай незадовільному стані і потребує зусиль влади та громади до оновлення та реконструкції.
Цікаво, що на початку XX ст. життя у селі було веселим і активним. Молоді люди цікаво проводили вільний час, особливо під час літніх канікул. Наприклад, 1911 року у Вислобоках та Ременові було організовано гурток «Сільський господар». Також активно розвивалося товариство «Сокіл». Члени товариства з сіл Вислобоки, Ременів та Стронятин у 1911 р. посвячували прапор товариства. Гаслом товариства було «В здоровому тілі здорова душа».
Члени товариства «Просвіта» у Вислобоках кожного тижня зустрічалися у залі «Просвіти». У програмі зустрічей були короткі доповіді з історії України, короткі розмови на тему виховання, алкоголю, доброї поведінки тощо.  

## Церква Непорочного зачаття Пресвятої Богородиці (1763р.)

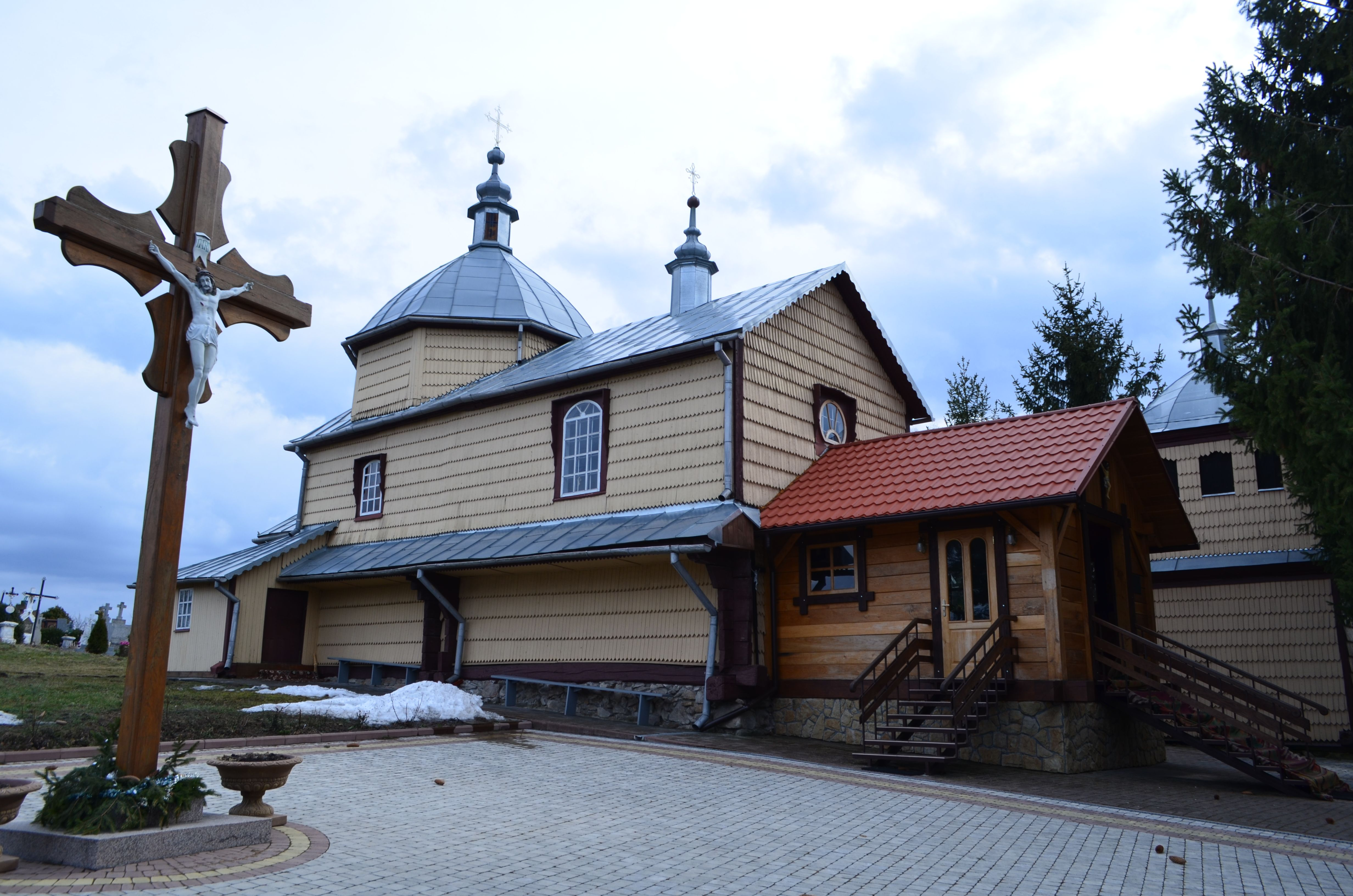
Церква Непорочного зачаття Пресвятої Богородиці УГКЦ (1763 р.). Пам'ятка культурної спадщини України.

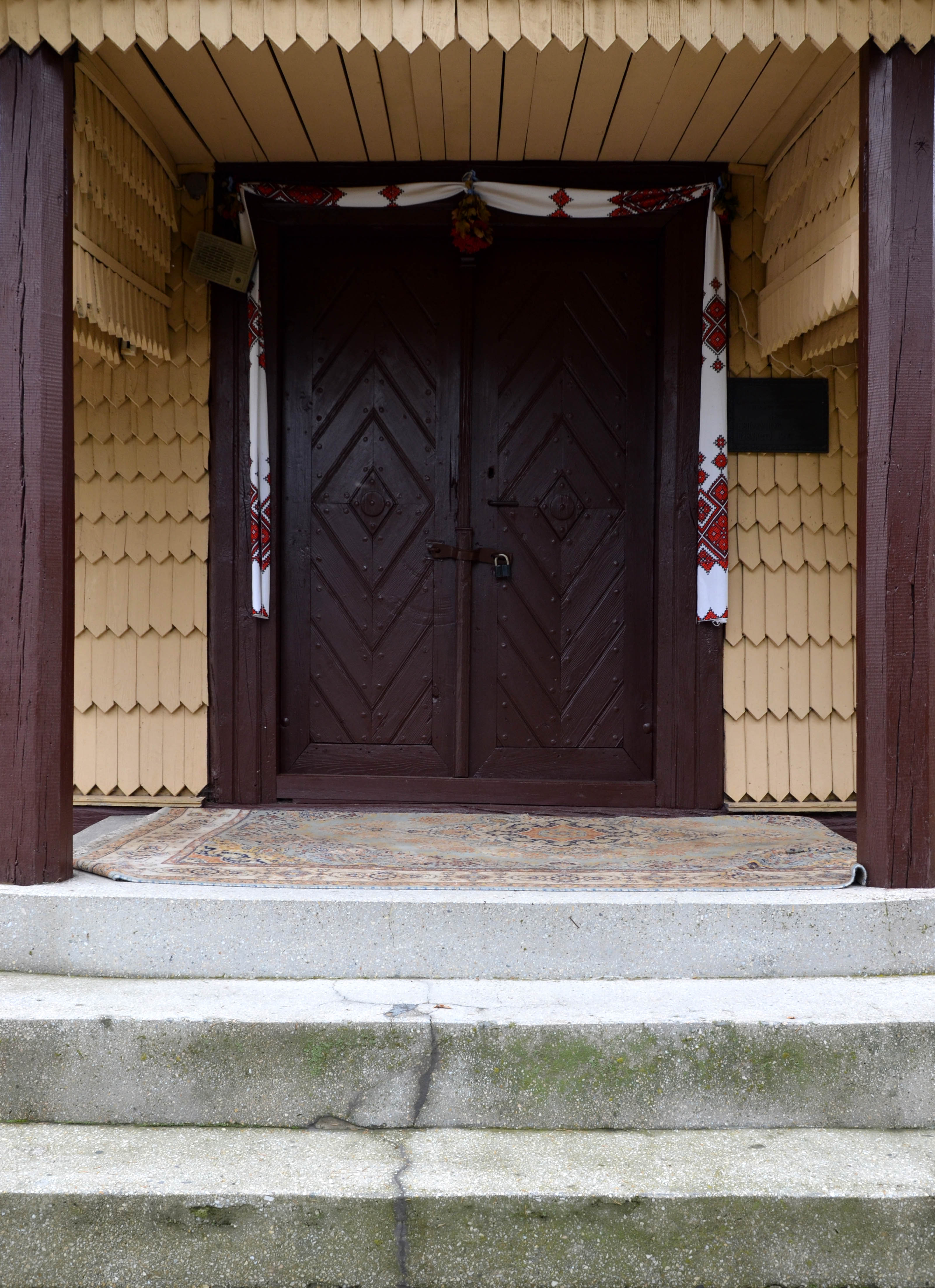
Вхід у храм.

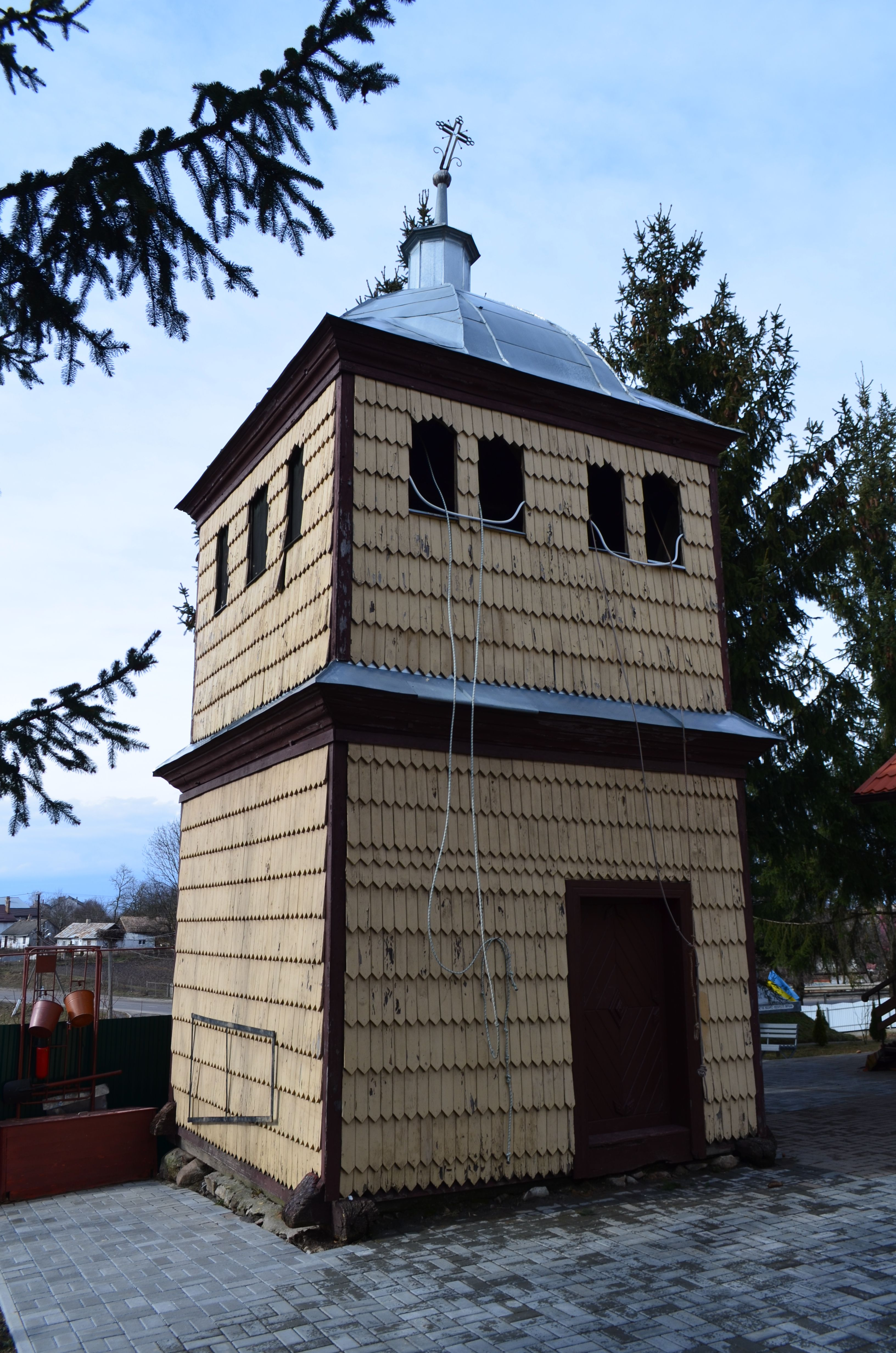
Дзвіниця. Пам'ятка культурної спадщини України.

Храм Непорочного зачаття Пресвятої Богородиці збудований 1763 року як дарунок своїй дружині від власника села Казимира Правдича. На той час Вислобоки були хутором, де було лише 12 дворів. Через два роки після поселення у селі, а саме 1763 року Казимир Правдич побудував церкву як дарунок своїй дружині.
Церква багата настінними розписами, що є рідкістю у дерев'яному будівництві. Розписи за технічними прийомами близькі до народного живопису на склі, що поширилися наприкінці XVIII ст. на території Українських Карпат. З меморіального віршованого панегірика польською мовою над південними дверима дізнаємося: у цьому невеличкому селі взагалі не було церкви, аж доки ним став володіти Казимир Правдич, і саме його стараннями і за допомогою Лева Шептицького у 1760-х роках постав новий храм. Стінопис храму вкриває стіни нави і вівтаря. Нижній ярус стінопису нави представляє сюжети «Стрітення» (південна стіна), «Благовіщення» (над аркою, що веде в бабинець), «Поклоніння волхвів», «Хрещення» (північна стіна). На другому ярусі на восьми гранях церковної бані розміщено п'ятнадцять сцен Страстей Христових; на третьому на восьми гранях верху бані — «Воскресіння», «Вознесіння Христа» та «Вознесіння Богородиці». На стінах вівтаря — «Жертвоприношення Адама», «Покаяння Магдалини», «Покаяння апостола Петра», а також зображення ангельського собору, святителів і святих.
На початку храм був дуже маленьким, а вже 1900 року до нього добудували бабинець. До 1991 року бабинець не був розписаний, а просто мав вигляд дерев'яних брусів. Громада села Вислобоки в 1991 році замовила майстрів щоб розфарбувати добудовану частину храму.
Як згадує у своїй праці парох села Ременів отець Йосиф Іванець, з часу побудови храму парафія села мала свого власного пароха, звали його ієрей Георгій. Сам він підписувався як вікарій церкви Вислобіцької і служив у Вислобоках до 1765 року. Від 10 квітня 1765 року до 13 квітня 1774 року священником став Теодозій Артимович. Після нього у Вислобоках правили служби Божі ієрей Михаїл та ієрей Стефан, які до 1785 року підписувались як вікарії Вислобіцькі.  Ще згадується Василій Марніцкий, що спочатку підписувався як preswyrer (пресвітер). Цікаво, що всі метрики він заповнював латинськими літерами, але старослов'янською мовою. Упродовж 1785–1795 рр. парохом був отець Іван Лісінецький, одночасно парох села Ременів.
Польський поміщик Вислобіцький в 1798 році загарбав церковне поле і церковна громада у Вислобоках перестала бути окремою парафією. Її приєднали до Сулимова, де парохом був до 1840 року Симеон Давидович, а, отже, парафія села Вислобоки належала до парафії села Сулимів. Далі парохом був отець Василь Радзюкевич, а вже з 1841 р. до 1856 р. парафія села належала до парафії села Ременів і очолював її Дольницький Іван.
Після нього до 1859 року о. Лука Лисяк був лише адміністратором у Ременові, а о. Роман Ковшевич був парохом до березня 1896 року. Останні десять років о. Роман тяжко хворів, і парафією керували співпрацівники. Першим помічником був о. Кирило Гупало. Він працював лише кілька місяців і 7 березня 1886 року помер від епідемії тифу, що забрала багато людей в Ременові. В той час до Ременова прислали о. Радецького. Це був український патріот і ревний священник, правдивий Христовий пастир Української греко-католицької церкви – так пише про нього о. Кость Панас у своїй книзі «На переломі». Отець Радецький в тяжкі часи епідемії ревно виконував свій священний обов'язок, і всі його любили. Від 1889 до кінця липня 1892 років був о. Антін Веселовський. Після нього до 1894 року ременівську парафію обслуговував о. Стефан Онишкевич. Він застав парафію в занепаді. Отець Степан був щирим українським патріотом і намагався викорінювати в селі аморальність. Парафіяни його боялися і не дуже любили. Від 26 квітня 1894 року до 14 квітня 1897 року був о. Федів, а 14 квітня до Ременова прийшов парох о. Йосиф Іванець. Він був не лише ревним душпастирем, але й найкращим просвітянським та господарсько-економічним керівником.

Цікавим є факт, що в Ременові на місці теперішньої мурованої церкви Святої Діви Марії стояла стара дерев'яна церква. Отець Йосиф Іванець так писав про її незадовільний стан: 
«Церков старенька вже немислима була, люди ледве тиснулися в ній аж плакали, а до того грозила заваленням». 
При будівництві нової мурованої церкви в селі Ременів в 1906 році жителі села Вислобоки активно долучалися своїми коштами. Зокрема, отець Іванець згадує у списку жертводавців Михайла Дєдика та Стефана Пришляка. Для завершення будови храму у Ременові парафія брала позичку у Вислобіцької парафії у сумі 3770,40 Корон, яку повернула у 1911 році. Також цікаво, що тодішній власник села Вислобоки — пан Зигмунд Вислобідський був у дружніх стосунках зі священником Ременівської церкви отцем Йосипом Іванцем і активно своїми коштами долучався до будівництва церкви у селі Ременів. Також після своєї смерті (це сталося 1900 року) пан Зигмунд пообіцяв поофірувати для храму в селі Ременів 1000 корон. Спадкоємець маєтку Зигмунда Вислобідського — пан Мальчевський — виділив 1000 корон, однак за умови, що за пана Вислобідського будуть правити поминальні служби. Отець Іванець 200 корон залишив на поминальні служби, а 800 використав на добудову бабинця та перебудову захристія у Ременівській церкві.
| Парафія   | Ім'я                                                                                              | Роки |
| Вислобоки | Ієрей Георгій                                                                                     | 1763–1765 |
| Вислобоки | Теодозій Артимович                                                                                | 10.04.1765–13.04.1774 |
| Вислобоки | Ієрей Михаїл та ієрей Степан                                                                      | 1774–1775 |
| Вислобоки | Василій Марницький                                                                                | 1775–1785 |
| Ременів   | Іван Лісінецький                                                                                  | 1785–1795 |
| Сулимів   | Симеон Давидович                                                                                  | 1798–1.01.1840 |
| Сулимів   | Василь Радзюкевич                                                                                 | 1840 |
| Ременів   | Іван Дольницький                                                                                  | 1841–1856 |
| Ременів   | Лука Лисяк (виконувач обов'язків пароха)                                                          | 1856–1860 |
| Ременів   | Роман Ковшевич Помічники пароха: Гупало Кирило Радецький Іван Веселовський Антін Онишкевич Степан | 1860–1896 У 1886 1886–1889 1889–1892 1892–1894 |
| Ременів   | Іван Федів (виконувач обов'язків пароха)                                                          | 26.04.1894–14.04.1896 |
| Ременів   | Йосиф Іванець                                                                                     | 1897–1920 |
| Ременів   | відсутній                                                                                         | 1920–1927 |
| Ременів   | Михайло Пашковський (виконувач обов'язків пароха)                                                 | 1927–1931 |
| Ременів   | Семен Круцько                                                                                     | 1931–6 серпня 1944 |
| Ременів   | Іван Нагурський                                                                                   | 6 серпня 1944–1952 |
| Вислобоки | Михайло Кравецький                                                                                | 29.03.1952 –1962 (у 1962 році закрили Храм у Вислобоках). Після 1962 року Михайло Кравецький служив літургії у Ременові для парафіян сіл Ременів та Вислобоки. |
| Вислобоки | Кость Панас                                                                                       | 1989–2009 |
| Вислобоки | Зиновій Колтун                                                                                    | 2009 – до сьогодні |

У XVIII ст. місцева церква Непорочного рачаття Пресвятої Богородиці належала до Куликівського деканату Львівсько-Кам'янецької єпархії. З 1782 року вона стала філією або дочірньою церквою, що підпорядкована церкві в селі Сулимів. У серпні 1787 року Куликівський деканат передали до складу Перемиської єпархії. Після 1841 року церква підпорядкована парафії у селі Ременів. Така ситуація залишалася до Другої світової війни. Упродовж 1962–1989 рр. церква не діяла унаслідок політики нищівного комуністичного режиму.
| Рік  | Кількість |
| 1830 | 143       |
| 1840 | 159       |
| 1860 | 178       |
| 1880 | 223       |
| 1900 | 294       |
| 1925 | 302       |
| 1938 | 315       |
| 2012 | 390       |

Храм Непорочного зачаття Пресвятої Богородиці 1989 року урочисто посвятили. Сьогодні жителі села щасливі, що мають власний духовний дім і можуть вільно відвідувати храм. Згадаймо людину, котра доклала найбільше зусиль для того, щоб храм у селі було відкрито і посвячено. Це світлої пам'яті — Роман Михайлович Пасічник.
Багато зусиль доклали мешканці села для відновлення храму. У важкі часи економічного колапсу після розпаду Радянського Союзу важко було зібрати кошти для проведення ремонтно-відновлювальних робіт у храмі. Проте завдяки великому бажанню і спільним зусиллям багатьох мешканців села храм було освячено. Вже на час урочистостей, пов'язаних з перепохованняням Йосифа Сліпого, від парафії села Вислобоки було присутнє братство під керівництвом пароха отця Костя Панаса.
Слід кілька слів сказати про дзвіницю і капличку, поблизу храму. Дерев'яна двохярусна каркасна дзвіниця розташована на південний захід від церкви. Дата побудови дзвіниці невідома. За однією з версій, її як і церкву побудували 1762 року, за іншими даними — 1894 року. Схиляємось до думки, що дзвіницю побудували 1894 року, оскільки на старих кадастрових планах дзвіниця розташована з північного боку від церкви, а не з південного, як тепер. За переказами старших мешканців села, колись у ній був величавий дзвін, що своїм тембром повідомляв мешканцям про веселі і сумні події. За польських часів дзвін використовували для захисту перед громовицею і негодою. Після удару у дзвін хмари ніби роздвоювалися і обходили село стороною. Дзвін зняли за часів радянської окупації і, мабуть, його спіткала така ж доля, що й усі інші дзвони, які переплавляли на зброю.
Капличка з прекрасною статуєю Діви Марії колись стояла неподалік автобусної зупинки. З приходом радянської влади капличку хотіли знищити. Щоб її зберегти, мешканці села своїми власними силами перенесли статую Богородиці на територію сільського цвинтаря. Зі спогадів Ольги Дробіт, люди загорнули статую у тканину і возом перевезли на цвинтар, а Ярослав Крилінський збудував нову капличку, яка стоїть і сьогодні. Статую саме поставили на честь скасування панщини. Сьогодні мешканці села можуть прочитати на нижній частині пам'ятника цю дату — 3 травня 1848 року.

## Відомі люди
- Щурат Василь Григорович (24 серпня 1871 – 27 квітня 1948, Львів) — український педагог, літературознавець, поет і перекладач.